# 812년

## 연호
- 당(唐) 원화(元和) 7년
- 일본(日本) 고닌(弘仁) 3년

## 기년
- 당(唐) 헌종(憲宗) 7년
- 신라(新羅) 헌덕왕(憲德王) 4년
- 발해(渤海) 정왕(定王) 4년 / 희왕(僖王) 원년

## 사건
- 11월 5일 - 불가르의 크룸이 비잔티움 제국의 메셈브리아(현재의 네세버르)를 함락시키다.
- 발해, 정왕이 세상을 떠나자 동생 대언의가 희왕으로 왕의 자리에 오름. 연호는 주작으로 정함.

## 사망
1월 11일 - 동로마 제국의 전 황제 스타우라키우스
- 발해(渤海)의 7대 태왕(太王) 정왕 대원유 (康王 大元瑜)